# Совесть (фильм, 1965)
«Совесть» — советский художественный фильм 1965 года режиссёра Сергея Алексеева, снятый по одноимённому роману Доры Павловой на киностудии «Мосфильм», его последняя работа в кино.
Премьера состоялась 6 июня 1966 года. Фильм посмотрели 16 млн зрителей.

## Сюжет
Инженер Мартьянов борется с коррупцией и старыми методами работы в своём институте после избрания секретарём парткома. Его столкновения с директором Прошиным приводят к серьёзным неприятностям. Мартьянов борется за правду, отказываясь от компромиссов, и хотя теряет свой пост, он получает поддержку от друзей и жены.

## В ролях
- Михаил Глузский — Спартаков
- Анатолий Кузнецов — Мартьянов
- Всеволод Сафонов — Зеленкевич
- Павел Шпрингфельд — Птенцов
- Раднэр Муратов — Рахимов
- Александр Хвыля — Цветаев
- Алла Ларионова — Наташа
- Елена Максимова — Елена Евгеньевна
- Тамара Сёмина — Валя
- Валентина Беляева — Зуева
- Никифор Колофидин — Якимов
- Вадим Захарченко — парторг Усовский
- Александр Смирнов — Калитин
- Александр Дегтярь — член бюро райкома

## Съёмочная группа
- Режиссёр: Сергей Алексеев
- Сценарист: Будимир Метальников
- Оператор: Юрий Зубов
- Композитор: Владимир Юровский